# Fontane-Preis für junge Schreibende
Der Fontane-Preis für junge Schreibende ist ein nach Theodor Fontane benannter Schreibwettbewerb für Schüler bis zur 13. Klasse, der seit 2012 von der Theodor Fontane Gesellschaft veranstaltet wird. Er findet in der Regel zweijährlich statt.
Zuvor hatte die Theodor Fontane Gesellschaft 1994 und 1998 einen ähnlichen Schreibwettbewerb mit dem Namen Fontane-Preis für die jüngere Generation ausgerichtet, an dem ältere Schüler (Mindestalter 16 Jahre) und Studenten teilnehmen konnten.

## Vorläufer: Fontane-Preis für die jüngere Generation
Bereits in den Jahren 1994 und 1998 hatte die Theodor Fontane Gesellschaft einen „Fontane-Preis für die jüngere Generation“ ausgelobt. Die damalige Ehrenpräsidentin Charlotte Jolles gab die Anregung, diesen Fontane-Preis zu stiften. Der 175. Geburtstag Fontanes im Jahr 1994 bot den Anlass, den Wettbewerb in diesem Jahr ins Leben zu rufen.
Der Wettbewerb hatte das Ziel, junge Menschen an Werk und Leben von Theodor Fontanes heranzuführen. Sie sollten sich in einem Essay eigenständig mit einem vorgegebenen Thema auseinandersetzen. Teilnahmeberechtigt waren Schüler ab dem 16. Lebensjahr sowie Studenten bis zum 25. Lebensjahr. 1994 sollten die Schüler die Frage beantworten: „Frau Jenny Treibel – ein Roman mit einem ‚Happy End‘?“ Das Thema für die Studenten lautete: „Kriegsgefangen – ein Preuße in Frankreich“. Bei der zweiten Austragung 1998 bekamen Schüler und Studenten dasselbe Thema: „Theodor Fontane – nach 100 Jahren noch interessant?“
Nach 1998 fand der Wettbewerb in dieser Form nicht mehr statt. Auf der betreffenden Webseite gibt die Theodor Fontane Gesellschaft an, der Preis werde „in unregelmäßigen Abständen“ verliehen, und stellt fest: „Bisher wurde der Fontane-Preis für die jüngere Generation zweimal verliehen.“

## Fontane-Preis für junge Schreibende
Der Fontane-Preis der Theodor Fontane Gesellschaft wurde im Jahr 2012 als Wettbewerb für Schüler und mit dem neuen Namen Fontane-Preis für junge Schreibende wiederbelebt. Seither findet er regelmäßig statt. Bei den ersten Ausschreibungen in den Jahren 2012 und 2014 erklärte die Theodor Fontane Gesellschaft, sie stifte „[…] in unregelmäßigen Abständen einen Literaturpreis für schreibende Kinder, Jugendliche und junge Erwachsene. Die Preisaufgabe möchte jüngere Menschen verstärkt an Werk und Leben von Theodor Fontane heranführen.“ Damit stellte sie klar, dass der Fontane-Preis für junge Schreibende an den vormaligen Fontane-Preis für die jüngere Generation anknüpft.

### 2012
Bei der ersten Austragung 2012 war der Fontane-Preis für junge Schreibende ein „Neuruppiner Balladen-Wettbewerb“ mit dem Thema „Meine Welt am Ruppiner See“. Teilnahmeberechtigt waren Schüler der Neuruppiner Schulen in drei Alterskategorien: Klasse 5–6, Klasse 7–9, Klasse 10–12/13. Sie sollten eine moderne Ballade über ihre Heimat schreiben. Die Veranstaltung wurde von der Sparkasse Ostprignitz-Ruppin finanziell unterstützt, die auch 2014 und 2016 als Sponsor in Erscheinung trat. Im Jahr 2012 nahmen 70 Schüler teil. Die Preisträger wurden im Rahmen der Fontane Festspiele geehrt. Die Theodor Fontane Gesellschaft veröffentlichte die preisgekrönten Balladen auf ihrer Website.

### 2014
Im Jahr 2014 lautete das Thema: „Reporter auf Fontanes Spuren“. Die Schüler sollten Orte und Plätze aufsuchen, die schon Fontane beschrieben hatte. Sie sollten als Reporter berichten, was sich an diesen Orten seitdem verändert hat.

### 2016
Bei der dritten Austragung 2016 konnten Schüler der Schulen in Neuruppin und im Kreis Ostprignitz-Ruppin teilnehmen, darüber hinaus Schüler aller Fontane-Schulen in Deutschland. Die jüngste Altersgruppe schloss nun Schüler ab der 3. Klasse ein. Im Blick auf den fleißigen Briefschreiber Fontane sollten die Schüler diesmal einen Brief schreiben, zum Beispiel die jüngeren Schüler zum Thema „Es muss nicht immer Birne sein“.

### 2019
Der vierte Wettbewerb fand im Fontane-Jahr 2019 statt. 125 Schüler nahmen teil.

### 2021
Im Jahr 2021, bei der fünften Austragung, wurden die Schüler in vier Altersklassen eingeteilt. Diesmal wurden „die besten Geschichten rund um Grete und Valtin“ gesucht. Grete und Valtin sind die Hauptfiguren in Fontanes Novelle Grete Minde. Die Schüler sollten ausgehend von einer Passage aus Fontanes Novelle die Geschichte um Grete und Valtin fortspinnen.

### 2023
Im Jahr 2023 fand die sechste Austragung statt. Diesmal konnte alle jungen Leute zwischen 8 und 20 Jahren teilnehmen. Das Thema lautete: „Meine Kinderjahre. Spannende Abenteuer.“ Der Bezug war Fontanes Roman Meine Kinderjahre. Die Teilnehmer sollten ein aufregendes, spannendes oder gefährliches Erlebnis in ihrer Kindheit schildern. 180 junge Leute bewarben sich.